# Strikeforce Challengers: del Rosario vs. Mahe
Strikeforce Challengers: del Rosario vs. Mahe foi um evento de artes marciais mistas organizado pela strikeforce. O nono episódio do Challengers ocorreu em 23 de julho de 2010 no Comcast Arena at Everett em Everett, Washington. O evento teve audiência de cerca de 97.000 na Showtime, com picos de 254.000.

## Resultados
^ a: Pelo Cinturão Peso Galo Feminino do Strikeforce.

## Ligações Externas
- Site Oficial do Strikeforce

1. ↑  a[›]